# Omar Surchai ogly Popow
Omar Surchai ogly Popow (russisch Омар Сурхай оглы Попов; * 2. Januar 2003 in Labinsk) ist ein russischer Fußballspieler.

## Karriere

### Verein
Popow begann seine Karriere beim FK Krasnodar. Im September 2019 absolvierte er seine erste und einzige Partie für die dritte Mannschaft Krasnodars in der Perwenstwo PFL. Rund zwei Jahre später gab der Angreifer im Oktober 2021 sein Debüt für die zweite Mannschaft in der zweitklassigen Perwenstwo FNL. Im März 2022 debütierte Popow dann gegen Ural Jekaterinburg auch für die Profis Krasnodars in der Premjer-Liga. In der Saison 2021/22 kam er zu zwei Einsätzen im Oberhaus und zu drei in der zweiten Liga.

### Nationalmannschaft
Popow kam im Dezember 2019 zu zwei Einsätzen für die russische U-17-Auswahl.